# Reserva Natural Quebrada del palmar
La Reserva Natural Privada Quebrada del Palmar, ubicada en el noreste de las Sierras centrales de la Provincia de San Luis, cumple con la misión de aportar a la conservación socio-ambiental del patrimonio natural de la Argentina. Pone en valor a los bosques serranos y al mantenimiento de los servicios ecosistémicos que los mismos brindan a la localidad de San Francisco del Monte de Oro, así como a sus localidades aledañas. Su objetivo es la preservación de especies de flora y fauna endémica exclusivas de la región.[cita requerida]
Declarada como Área Natural Protegida Privada (ANPP) por el Gobierno de San Luis, posee además convenios de alianza con la Fundación Bioandina, la Fundación Aves Argentinas y la Red Argentina de Reservas Naturales Privadas.

## Historia y características
El área natural denominada Quebrada del Palmar posee vestigios de antiguas comunidades. Dentro de los límites de la reserva se encuentran emplazados dos morteros en piedra, característicos de las culturas originarias que habitaron en la provincia, los cuáles se utilizaban para moler alimentos o hacer tinturas naturales. A su vez, también, vecinos del área registran el hallazgo de boleadoras y cantidad de puntas de flecha descubiertas en la zona, al igual que un cementerio indígena en las inmediaciones. Otra característica que acompaña la historia del lugar son tres taperas construidas en piedra (y que se encuentran aún en pie) que datan de mediados del 1900, utilizadas por puesteros que desempeñaban actividades como la cría de cabras, de ganado, etc. Con el paso del tiempo, los puesteros y sus familias abandonaron las taperas, migrando a los pueblos más cercanos buscando una “mejor calidad de vida”.
De acuerdo a los objetivos de creación del Área Natural Protegida Quebrada del Palmar se propone como categoría de manejo, la Categoría IV “Reserva Natural Manejada/ Santuario de Flora y Fauna”. Esta  categoría  tiene  como  principal  objetivo: proteger  hábitats  específicos indispensables para preservar la existencia o mejorar la condición de vida de especies o variedades de importancia nacional o provincial como destinatarias de esa protección. 
Posee 2 monumentos naturales provinciales:
- Cóndor andino (Vultur gryphus)[6]
- Palmera caranday (Trithrinax campestris)

Ubicada a 7 km de San Francisco del Monte de Oro, forma parte de un Área de aves endémicas reconocida por BirdLife International.
La reserva se encuentra emplazada junto al arroyo El Palmar, que se origina unos 5 km cauce arriba, en la porción más alta de las Sierras Centrales de San Luis. Cuenta con restos de antiguas comunidades indígenas, como piedras donde molían alimentos o hacían tinturas naturales.

## Conservación
Sus principales acciones incluyen:

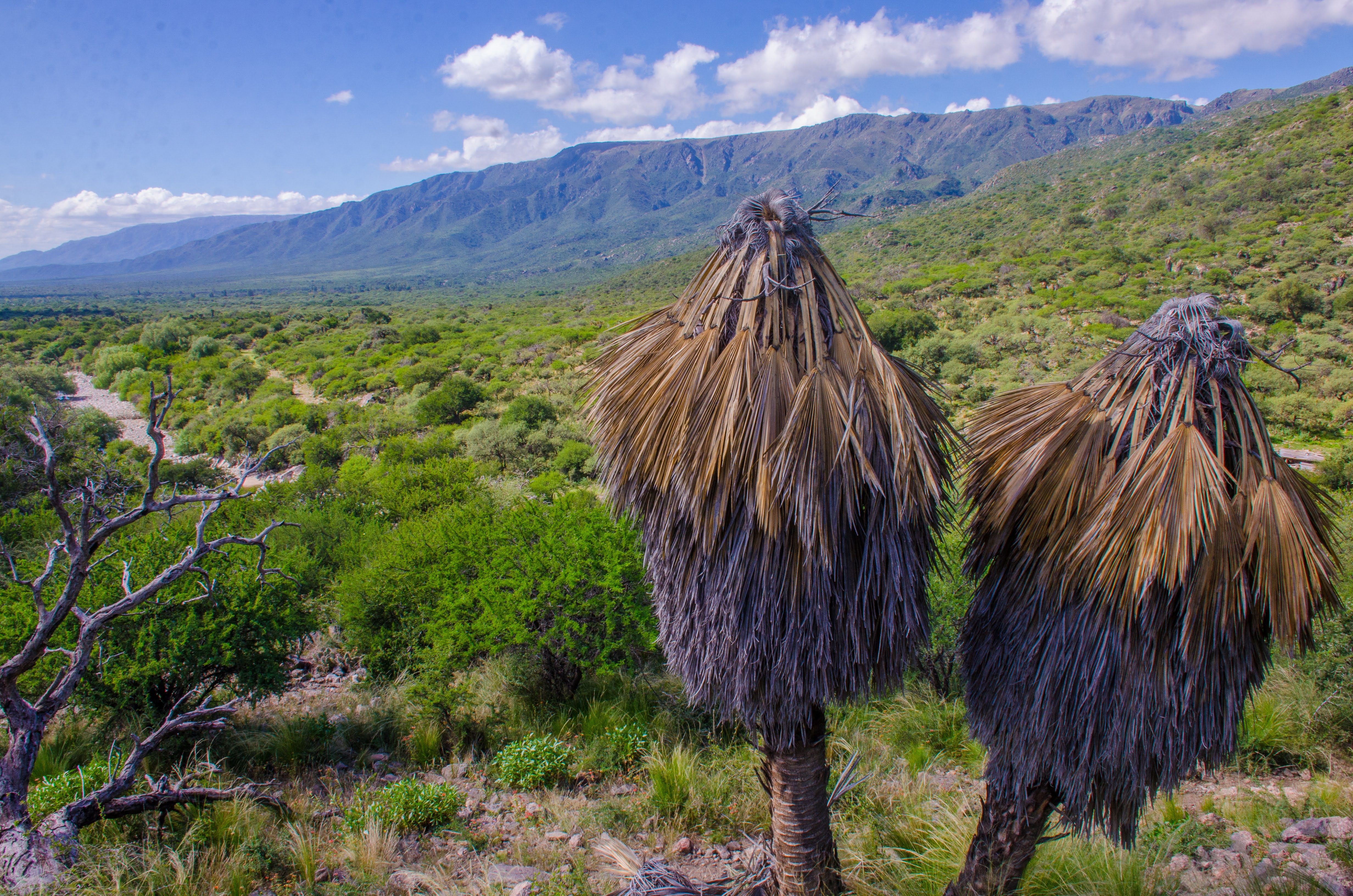
Palmera Caranday en Quebrada del Palmar, San Francisco del Monte de Oro, San Luis

- Protección de 5 valores ecosistémicos clave
- Talleres educativos para escuelas
- Monitoreo de biodiversidad
- Restauración de bosques nativos

La reserva combate amenazas como incendios forestales y pérdida de biodiversidad por actividades humanas inadecuadas, prohibiendo expresamente el acampe y el ingreso de mascotas.

## Flora
En el denominado Chaco Serrano la vegetación dominante son los bosques xerófilos con árboles y arbustos de hasta 15 m de altura, los cuales suelen estar compuestos por quebracho blanco (Aspidosperma quebracho blanco), molle de beber (Lithraea molleoides), espinillo (Vachellia caven), visco (Parasenegalia visco), moradillo o molle morado (Schinus fasciculatus) y coco (Zanthoxylum coco). A ello se suma una formación particular de especial interés, propias de las sierras de Córdoba y San Luis, conformada por las palmeras caranday (Trihtrinax campestris). Por encima de estos bosques y matorrales serranos, dentro del gradiente altitudinal y a partir de los 1700 msnm, se encuentran además pastizales o estepas graminosas, compuestas en su mayoría por gramíneas cespitosas (Burkart et al., 1999)[cita requerida]

## Fauna
La reserva se destaca por la variedad de especies de aves, entre ellas el Condor, Rey del Bosque (también conocido como picogrueso dorsinegro).[cita requerida]

## Actividades
Cuenta con un sendero autoguiado de 2 km para:
- Turismo verde
- Observación de aves (registradas 120 especies)
- Educación ambiental[13]
- Senderismo (única actividad deportiva permitida)

Horario: Martes a domingos de 9:00 a 18:00 (verano). Requiere reserva previa al (+54) 266 505 6584.

## Alianzas institucionales
- Aves Argentinas (desde 2022)[14]
- Fundación Bioandina Argentina (programa de conservación de cóndores)
- Gobierno de San Luis (Sistema de Áreas Naturales Protegidas)
- Red Argentina de Reservas Naturales Privadas